# Agia Triada (Vrondou)

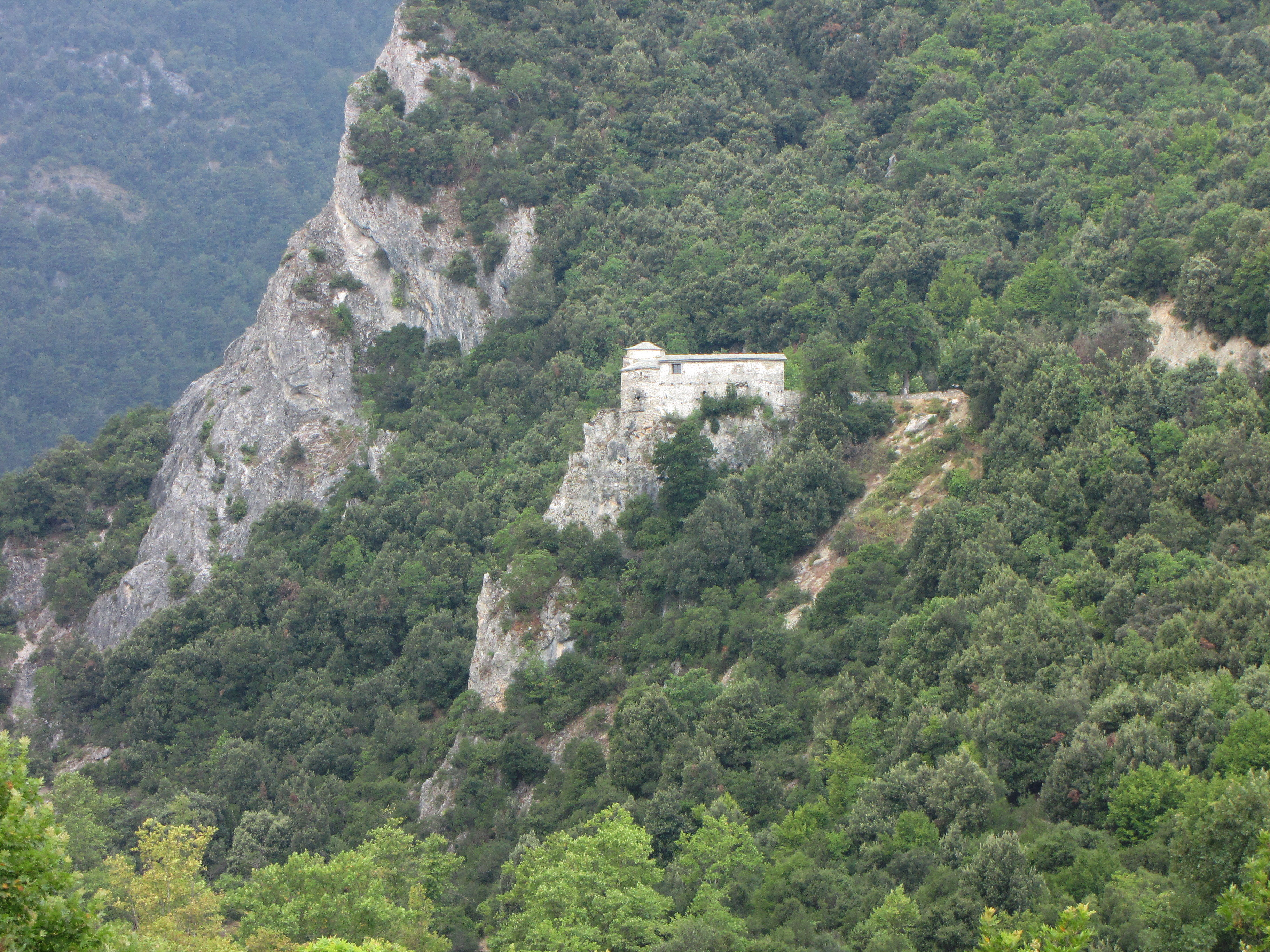
Kirche Agia Triada, Vrondou

Die Kirche Agia Triada in Vrondou (griechisch Αγία Τριάδα) ist ein gut erhaltenes byzantinisches Monument auf dem Olymp in Griechenland.

## Lage
Die Kirche befindet sich in rund 400 m Höhe auf einem Felsen über einer Schlucht, 4,7 Kilometer südwestlich der Ortschaft Vrondou und ist rund 15 Kilometer südwestlich von Katerini gelegen.

## Geschichte
Die 1597/1598 erstmals erwähnte Kirche wurde 1758 erweitert. Eine Inschrift über der Eingangstür zeigt die Jahreszahl 1758 und den Namen des Bischofs Zosim[a] (ζωcιΜ[α]).

## Gebäude

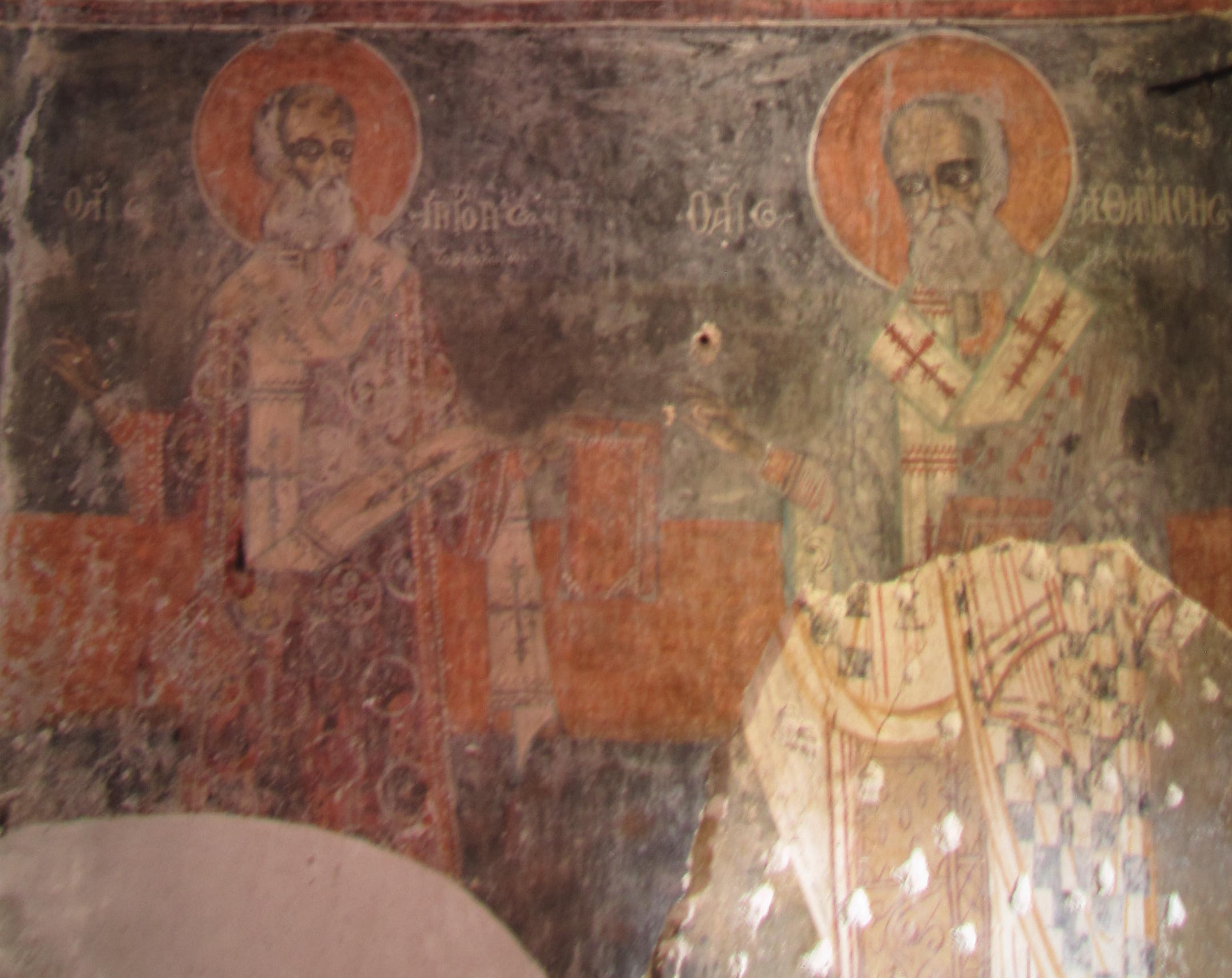
Agia Triada, Vrondou, übereinanderliegende Fresken

Es handelt sich um eine einschiffige Kirche. Ursprünglich bestand sie nur aus einem kreuzförmigen Gebäude. Im Jahr 1758 wurde der Vorbau errichtet. Das Mauerwerk besteht aus groben Feldsteinen, das Dach ist mit Steinplatten gedeckt. Am südlichen Teil führt eine niedrige Tür zu einem kleinen Balkon, der von einem eisernen Geländer umfasst wird.
Der ursprüngliche Teil ist überwiegend im Originalzustand erhalten. Die Wände und die Kuppel sind komplett bemalt, vorwiegend mit biblischen Motiven, sowie geometrischen Mustern. Die an manchen Stellen fehlende obere Verputzschicht gibt darunter liegende Fresken frei. Die ältere Malerei stammt aus dem 16. Jahrhundert. Die darüber liegenden, wahrscheinlich von makedonischen Künstlern gemalten Fresken, werden um das Jahr 1761 datiert. Eine, unter einer Mörtelschicht verborgene, Inschrift gibt den 23. August 1761 als Datum der Beendigung der Arbeiten an. Die hölzerne Ikonostase ist stellenweise mit Schnitzwerk geschmückt, teilweise ist sie bemalt. In der Kuppel ist Christus abgebildet, der von seinen Jüngern umringt ist.
Der Anbau ist inzwischen modern gestaltet. Der Boden ist mit Steinplatten belegt, die von Terrakottafliesen  eingerahmt werden. An den östlichen und westlichen Wänden sind Bänke; die Wände sind verputzt, weiß gestrichen und mit Ikonen geschmückt. Der Raum wird bei Bedarf von Öllampen und Kerzen erleuchtet.

## Quelle
Efi Doulgkeri: Η Μονή της Αγίας Τριάδας στην Βροντού Ολύμπου. 27. Ephorie für Altertümer, Abteilung byzantinische Altertümer, Katerini